# 한국사 시민강좌
《한국사 시민강좌》(韓国史市民講座)는 1987년 8월 역사학자 이기백이 창간하여 일조각에서 출간한 대중 역사학 잡지이다. 이기백이 책임 편집위원으로, 유영익, 민현구, 이기동, 이태진 등이 편집위원으로 활동했다. 반연간지로 발행되었으며 2012년 통간 50호로 종간되었다.